# 마빈 워스
마빈 워스(Marvin Worth, 1925년 6월 6일 ~ 1998년 4월 22일)는 미국의 각본가, 영화 제작자, 배우이다.
브루클린에서 태어났으며 로스앤젤레스에서 사망하였다. 사인은 폐암이다.

## 영화
- 제임스 딘(영어판) (2001년)
- 지아 (1998년)
- 노마 진 앤 마릴린 (1996년)
- 디아볼릭 (1996년)
- 트릭스 (1992년)
- 말콤 X (1992년)
- 동반 탈주 (1990년)
- 뉴욕 살인 사건 (1989년)
- 패티 허스트 (1988년)
- 회색 도시 (1987년)
- 내 사랑 다니엘라 (1984년)
- 귀향 (1984년)
- 폴링 인 러브 (1984년)
- 신병 교육대 (1980년)
- 로즈 (1979년)
- 레니 (1974년)
- Where's Poppa? (1970)
- 겟 스마트 (1965년)
- 프라미스 허 애니씽 (1965년)